# 적절하고 독립적인 주의 근거
적절하고 독립적인 주의 근거(adequate and independent state ground)는 미국 연방대법원이 주법원의 판결을 심사하는 기준이다. 미국연방헌법상 주대법원이 주법에 대해 최종해석권을 가지게 된다. 문제는 원고가 연방법을 근거로 주법원에서 소를 제기한다는 점이다. 또한 주법과 연방법이 밀접히 꼬여있는 경우도 있다. 적절하고 독립적인 주의 근거 원칙에 따르면 주법원의 판결이 전부 주법률에 근거하고 있으며 따라서 연방법률에 대한 해석없이도 판결이 충분한 근거를 지니고 있다면 연방대법원은 주법원의 독립성을 존중하여 이에 대한 심사권을 가지지 않는다는 것이다. 

## 사례
원고는 세법이 연방 헌법과 주 헌법 모두의 평등 보호 조항을 위반하여 위헌이라고 소송을 제기하였다. 주 대법원이 연방헌법과 주헌법 모두를 위반하였다고 판단하여 해당조항이 원고승소판결을 내린 경우, 미국연방대법원은 이 판결을 심사할 권한이 있다. 주법원의 결정은 독립적인 근거에 기반하고 있지 않기 때문이다. 

## 참고 문헌
- 이 상 경 헌법적 쟁점에 대한 판단자제의 원리 미국 연방대법원의 위헌성ㆍ위법성 통제의 구별[깨진 링크(과거 내용 찾기)]